# Konge af Rom
Kongen af Rom (latin: rex Romae) var herskeren over det Romerske Kongerige. I henhold til romersk mytologi var den første konge af Rom Romulus, som grundlagde byen i 753 f.Kr. på Palatinerhøjen. Syv legendariske konger siges at have regeret Rom indtil 509 f.Kr., hvor den sidste konge blev væltet. Disse konger regerede i gennemsnit i 35 år.
Kongerne efter Romulus var ikke kendt for at være del af et dynasti, og der henvises ikke til arveprincippet før efter den femte konge, Tarquinius Priscus. Følgelig har nogle historikere antaget, at Tarquinernes forsøg på at skabe et arveligt monarki – over dette formodede tidligere valgmonarki – resulterede i dannelsen af den Romerske Republik.

## Konger af Rom (753-509 f.Kr.)
Eftersom Roms journaler og registrerer blev ødelagt i 390 f.Kr., da byen blev plyndret, er det ikke muligt med sikkerhed at vide, hvor mange konger, der faktisk regerede byen. Ligeledes er det heller ikke muligt med sikkerhed at kende til rigtigheden af de gerninger, der er tilskrevet de enkelte konger, af senere forfattere. Alle kongerne er mere eller mindre sagnagtige, og de fleste – hvis ikke alle – afspejler derfor formentligt ikke historiske personer.
Titus Tatius – Sabinernes konge – var i fem år, frem til hans død, konge af Rom sammen med Romulus. Han regnes dog ikke traditionelt blandt de syv konger af Rom.
| Portræt | Navn                       | Fødsel        | Regeringstid               | Succession |
| ------- | -------------------------- | ------------- | -------------------------- | --- |
| bust    | Romulus                    | ca. 770 f.Kr. | ca. 753 – 716 f.Kr (37 år) | Udråbte sig selv til konge, efter at have myrdet sin bror, Remus . |
| bust    | Numa Pompilius             | ca. 753 f.Kr. | ca. 715 – 672 f.Kr (43 år) | Valgt til konge af kuriatforsamlingen efter Romulus' død. |
| bust    | Tullus Hostilius           | ?             | ca. 672 – 640 f.Kr (32 år) | Valgt til konge af kuriatforsamlingen efter Numa Pompilius død. |
| bust    | Ancus Marcius              | ?             | ca. 640 – 616 f.Kr (24 år) | Tullus Hostilius' svigersøn, og barnebarn af Numa Pompilius; fem år gammel på tidspunktet for sin bedstefars død. Han blev valgt til konge af kuriateforsamlingen efter Tullus Hostilius død.                           |
| bust    | Lucius Tarquinius Priscus  | ?             | ca. 616 – 578 f.Kr (38 år) | Efter Ancus Marcius' død blev han regent på grund af at Marcius' sønner var for unge, men blev hurtigt valgt til konge af Kuriatforsamlingen. Han var den første etruskiske konge, og var oprindeligt kendt som Lucumo. |
| bust    | Servius Tullius            | ?             | ca. 578 – 534 f.Kr (44 år) | Lucius Tarquinius Priscus's svigersøn. Han tog kongedømmet efter at Ancus' sønner havde myrdet Tarquinius Priscus under dække af, at han blot varetog rollen, mens kongen var ved at komme sig.                         |
| bust    | Lucius Tarquinius Superbus | ?             | ca. 534 – 509 f.Kr (25 år) | Søn eller barnebarn af Lucius Tarquinius Priscus. Han tog kongemagten efter mordet på Servius Tullius, som han og hans kone (datter af Tullius) hjalp med at orkestrere.                                                |

## Eksterne links
- Roman Empire.net: Kongerne
- Historywiz.com: De etruskiske konger Arkiveret 1. juni 2023 hos  Wayback Machine